# آستال
آستال (انگلیسی: Austal) شرکت خودروسازی استرالیایی است، که در سال ۱۹۸۸ تأسیس شد.